# Ужасная правда
«Ужасная правда» (англ. The Awful Truth) — американский комедийный фильм (comedy of remarriage) режиссёра Лео Маккэри.
В 1996 году фильм был выбран для включения в Национальный реестр фильмов США, считаясь «культурно, исторически, или эстетически значимым».

## Сюжет
Джерри Варринер возвращается из деловой поездки во Флориду и не обнаруживает дома свою жену Люси. Наконец она появляется в компании учителя музыки Армана Дюваля и объясняет, что его машина неожиданно сломалась и им пришлось заночевать в отеле. Джерри уверен, что жена его обманывает. В то же время несколько поддельных писем убеждают Люси, что её муж на самом деле не был во Флориде. Все эти подозрения приводят к тому, что супруги подают на развод. До окончательного вступления этого решения в силу остаётся несколько месяцев. 
Во время бракоразводного процесса Люси переезжает к своей тёте Пэтси и вскоре обручается с её соседом Дэном. Между тем Джерри увлекается певицей Дикси Белль Ли, но очень скоро приходит к выводу, что она ему не пара. Люси тоже в конце концов понимает, что до сих пор любит Джерри, и решает разорвать помолвку. Когда она ждёт к себе Дэна и готовится к объяснениям, к ней внезапно приходит Арман, чтобы обсудить её развод с Джерри. Люси просит Армана поговорить с её мужем и убедить его, что она перед ним чиста. Тут неожиданно заявляется сам Джерри, и Арман, предупреждая очередную неловкую встречу, прячется в спальне. Джерри заговаривает с Люси о примирении, но в этот момент в дверь звонят Дэн и его мать. Желая избежать осложнений, Джерри проскальзывает в спальню Люси и там наталкивается на Армана. Завязывается драка. На глазах у Дэна и его матери Джерри выгоняет Армана. Оскорблённый Дэн уходит и порывает с Люси. 
В газетах появляются сообщения о том, что Джерри часто замечают в компании богатой юной леди Барбары Вэнс. Назревает помолвка. Узнав об этом, Люси проникает на вечеринку в особняке Вэнсов под видом сестры Джерри. Она ведет себя с нарочитой развязностью и всех убеждает в том, что отец Джерри – вовсе не выпускник Принстонского университета, а садовник. Понимая, что он скомпрометирован перед Барбарой, Джерри уезжает и увозит с собой Люси. 
По дороге их останавливают полицейские и приводят Джерри и Люси домой к её тёте. Джерри признает, что вёл себя как дурак, и Варринеры счастливо мирятся.

## В ролях
| Актёр            | Роль            |
| ---------------- | --------------- |
| Айрин Данн       | Люси Варринер   |
| Кэри Грант       | Джерри Варринер |
| Ральф Беллами    | Дэн Лисон       |
| Александр Д'Арси | Арман Дюваль    |
| Сесил Каннингем  | тётя Пэтси      |
| Молли Ламонт     | Барбара Вэнс    |
| Эстер Дейл       | миссис Лисон    |
| Джойс Комптон    | Дикси Белль Ли  |
| Роберт Аллен     | Фрэнк Рендалл   |
| Роберт Уорик     | мистер Вэнс     |
| Мэри Форбс       | миссис Вэнс     |

## Награды

### «Оскар»
- Лучший режиссер (Лео Маккэри)

Номинации:
- Лучший фильм
- Лучшая женская роль (Айрин Данн)
- Лучшая мужская роль второго плана (Ральф Беллами)
- Лучший адаптированный сценарий (Винья Дельмар)